# Hydrablabes praefrontalis
Hydrablabes praefrontalis — вид змій родини полозових (Colubridae). Ендемік Малайзії.

## Поширення і екологія
Hydrablabes praefrontalis відомі лише за типовим зразком, зібраним у 1885 році на горі Кінабалу, в малазійському штаті Сабах на острові Калімантан, на висоті 1200 м над рівнем моря. Ймовірно, вони живуть у вологих тропічних лісах, на берегах струмків, ведуть напівводний спосіб життя.